# Hôtel (41 rue des Tanneurs, Tours)
Pour les articles homonymes, voir Hôtel (homonymie).
L'hôtel est un hôtel particulier situé à Tours, au 41 rue des Tanneurs. Le monument fait l’objet d’une inscription au titre des monuments historiques depuis 1927.